# Anastrepha borgmeieri
Anastrepha borgmeieri är en tvåvingeart som beskrevs av Lima 1934. Anastrepha borgmeieri ingår i släktet Anastrepha och familjen borrflugor. Inga underarter finns listade i Catalogue of Life.